# Михаил Лаханодракон
Михаил Лаханодракон (греч. Μιχαήλ Λαχανοδράκων) — византийский полководец, стратиг фемы Фракисий и видный деятель иконоборчества. В годы правления императора Константина V Исавра он осуществил значительное количество казней и ссылок иконопочитателей, а в годы правления Льва IV, Ирины и Константина VI командовал войсками в ряде сражений против арабского халифата и булгар, погибнув в одном из них.

## Гонения на иконопочитателей в Византии
О происхождении и молодых годах Михаила Лаханодракона ничего не известно. Источники, написанные после окончательного падения иконоборчества в Византийской империи, описывают его с крайне негативной стороны, с иконопочитательской точки зрения. В частности некоторые летописцы называют его исключительно «Дракон» (греч. Δράκων), подразумевая сравнение его фамилии и библейского зверя.
В 754 году, на так называемом «Иконоборческом соборе» византийский император Константин V объявил поклонение иконам ересью, тем самым провозгласив иконоборчество официальной религиозной политикой империи. Рост сопротивления иконоборческой политике и раскрытие в 766 году широкомасштабного заговора против императора ожидаемо вызвали крайне негативную реакцию Константина V. Многие из иконопочитателей, включая вселенского патриарха, были казнены, а на их место были назначены сторонники императора, бескомпромиссно настроенные иконоборцы, среди которых был и Лаханодракон. Тогда же было объявлено ересью поклонение святым мощам, а также молитвы святым, включая Богоматерь.
В 763 или 764 году, согласно житию иконопочитателя Стефана Младшего, Лаханодракон уже отличился своим рвением в борьбе с ересью. По приказу императора он возглавил группу солдат в ходе вторжения в монастырь Пелекет на Пропонтиде, где захватил в плен 38 монахов, а остальных подверг пыткам на месте. После войска империи сожгли монастырь, и Михаил отвёз пленников в Эфес, где они были казнены. В 766 или 767 году, в рамках организованной Константином замены старых деятелей времён иконопочитания, Лаханодракон получил должность стратига (военного губернатора) фемы Фракисий, а также титул патрикия и звание протоспафария. Он начал жестокие репрессии против иконопочитателей в своём владении. По словам Феофана Исповедника, в 769—770 годах Михаил вызвал монахов и монахинь из монастырей своей фемы в Эфес, собрал их в городском циканистерионе и заставил вступить в брак, угрожая ослеплением и изгнанием на Кипр. Хотя, по словам Феофана, многие сопротивлялись и приняли мученическую смерть или были подвернуты ссылке, немалое количество всё же подчинилось. Существуют более поздние сообщения летописцев о том, что арабы, при набегах на Кипр, захватывали в плен ссыльных монахов, что, видимо, служит подтверждением правдивости этой истории. Феофан сообщает, что в дальнейшем, в 771—772 годах Лаханодракон ликвидировал все монастыри в феме, а также конфисковал и экспроприировал всю их собственность. Вырученные деньги он отправил императору, который в ответ отправил ему благодарственное письмо. По неизвестной достоверности сообщениям поздних писцов-иконопочитателей, Лаханодракон поджигал мощи, иконы, священные писания и даже бороды монахов, убивал и мучил тех, кто поклонялся иконам, а в конце концов вовсе запретил постриг. Хотя эти данные, вероятно, сильно приукрашены, они вполне могут отображать реально происходившие события. Во всяком случае, согласно византинисту Уоррену Тредголду, к 772 году Лаханодракон полностью искоренил монашество в своей феме.

## Военная карьера
Лахандракон был способным полководцем, прославившимся своими кампаниями против Аббасидского халифата на восточной границе империи. Во время правления Льва IV Хазара, сына Константина V, он, по мнению историков, был наиболее выдающимся военачальником, который неоднократно командовал крупными отрядами в военных походах против халифата.
Первая экспедиция была организована в 778 году, когда, упредив ожидаемый набег арабов, Лаханодракон повёл большую армию на Германикию. Хотя город не пал, византийская армия разбила подкрепление, присланное халифом на помощь городу, разграбила регион и взяла немало пленных, в основном яковитов, которые были затем переселены во Фракию. Два года спустя военачальник устроил засаду на арабскую армию и разбил силы, вторгшиеся в Армению, убив при этом брата арабского командующего. Арабский историк Ибн Джарир ат-Табари пишет, что в 781 году Лаханодракон вынудил отступить ещё одну арабскую армию, хотя Феофан Исповедник приписывает этот успех сакелларию Иоану. Однако в следующем году Михаил потерпел поражение от арабского полководца ар-Бармаки во время крупномасштабного вторжения под руководством будущего халифа Харуна ар-Рашида, потеряв, по словам Феофана, до 15 000 человек. После этого поражения, а также, вероятно, из-за ярого иконоборческого прошлого, он был отстранён от должности императрицей-иконопочитательницей Ириной.
Вновь Лаханодракон появляется в источниках в 790 году, когда молодой император Константин VI, сын Льва и Ирины, вступил с ним в сговор с целью свергнуть свою мать. Константин направил стратига в Армению, где он смог заручиться поддержкой солдат. В декабре 790 года, когда Константину, вероятно, удалось свергнуть свою мать, Лаханодракон был награждён высшим титулом империи после самого императора — магистра (точнее, магистра оффиций). Согласно Феофану, в дальнейшем он участвовал в походе против Первого Болгарского царства, в ходе которого византийские войска потерпели сокрушительное поражение при Маркели. В ходе этого сражения 20 июля 792 года Лаханодракон был убит. При этом Иоанн Скилица пишет, что он погиб в походе против булгар, но не в 792 году, а в битве при Версиникии в 813 году, однако это явная ошибка, поскольку не существует другой информации о его деятельности в годы борьбы иконоборчества и иконопочитания в Византии на рубеже VIII и IX веков.